# Aloe albiflora x littoralis
Aloe albiflora x littoralis é uma espécie de liliopsida do gênero Aloe, pertencente à família Asphodelaceae.